# CM-3201
La CM-3201 es una carretera autonómica de segundo nivel que discurre por la comunidad autónoma de Castilla-La Mancha, España.

## Trazado
La carretera CM-3201 une la Autovía de Alicante (A-31) con la Autovía del Este (A-3).
Tiene una longitud de 115 kilómetros. Tiene su inicio en el término municipal de Almansa y finaliza en Minglanilla. Pasa por los municipios de Alpera, Alatoz, Alcalá del Júcar, Casas-Ibáñez, Villamalea, El Herrumblar, Villarta y Villalpardo.

## Desvíos y accesos
| Kilómetro | Tipo de Enlace | Accesos                               |
| --------- | -------------- | ------------------------------------- |
| 0         | Inicio         | Almansa (A-31)                        |
| 40        | Conexión       | Alatoz Cruce con la CM-332            |
| 70        | Conexión       | Casas-Ibáñez Cruce con la N-322       |
| 110       | Conexión       | Minglanilla Cruce con la A-3 y la N-3 |
| 115       | Fin            | Minglanilla                           |

- Datos: Q19992774